# Hansa Bay
Hansa Bay (englisch; ehemals deutsch Hansabucht) ist eine Bucht an der Nordwestküste Neuguineas im Distrikt Bogia, etwa 15 km nordwestlich der Distrikthauptstadt Bogia, in der Provinz Madang.
Die Bucht gehört zur Bismarcksee und ist etwa 7 km lang und etwa 5 km breit. Innerhalb der Bucht liegt die kleine Insel Laing Island. Südöstlich begrenzt der sog. Hansa-Point (Lage), eine kleine Halbinsel, die Bucht.
Etwa 13 km vor der Hansa Bay liegt die Vulkaninsel Manam.

## Geschichte

### Kolonialzeit
Die Bucht wurde 1827 von Jules Dumont d’Urville entdeckt. Den deutschen Namen Hansabucht erhielt sie 1886 von Georg von Schleinitz, zu dieser Zeit erster Landeshauptmann der deutschen Neuguinea-Kompagnie zu deren Einflussgebiet die Bucht gehörte. Später wurde die Bucht Teil der deutschen Kolonie Neuguinea. Über eine Nutzung der Bucht als Hafen bzw. des umliegenden Landes für Plantagen zu dieser Zeit ist nichts bekannt. Nach dem Ersten Weltkrieg fiel das Kaiser-Wilhelms-Land und damit auch die Hansabucht als Treuhandgebiet an Australien.

### Zweiter Weltkrieg
Im Pazifikkrieg besetzte die Armee des Japanischen Kaiserreichs von 1942 bis 1945 den Norden Neuguineas. Während der Schlacht um Neuguinea war die Hansa Bay ein wichtiger Stützpunkt der japanischen Kombinierten Flotte und dazu Transitstützpunkt zwischen der Wewak-Region und den weiter südöstlich gelegenen Stützpunkten, wie etwa Finschhafen.
Weiterhin befanden sich die Flugplätze und Militärlager von Awar und Nubia ebenfalls in der Nähe der Bucht.
Am 12. Juni 1944 erreichte das 35. Bataillon der Australian Army die Hansa Bay und drängte die japanischen Verteidiger landeinwärts zum Sepik. Nach der Aufgabe der Stützpunkte und Lager durch die Japaner war die Gegend um die Hansa Bay das größte Munitionslager, das zu diesem Zeitpunkt in der Neuguinea-Kampagne erbeutet worden war.
Aus den heftigen See- und Flugzeugkämpfen in der Region im Zweiten Weltkrieg resultierte eine große Anzahl Wracks, die auch heute noch zu finden sind. Dazu gehören etwa 35 Schiffswracks, die bei Wracktauchern beliebt sind.
Zu den Wracks in der Umgebung gehören:
- PT-Schnellboot USS PT-337, ein Motortorpedoboot der United States Navy
- Sydney Maru (auch bekannt als Shishi Maru): ein Frachtschiff der kaiserlichen japanischen Marine
- ein  B-25D Mitchell Bomber der United States Army Air Forces (Seriennummer: 41-30345, Heck: „Y“)
- ein B-24J-35 Bomber der United States Army Air Forces (Seriennummer: 42-73338)
- ein Bell P-39 Airacobra Jagdflugzeug der United States Army Air Forces